# Elisa (nome)
Elisa  è un nome proprio di persona italiano femminile. 

## Varianti
- Ipocoristici: Lisa, Isa[2], Eli

### Varianti in altre lingue
- Finlandese: Elisa[1], Eliisa[1]
- Francese: Élise[1]
- Georgiano: ელისო (Eliso)[1], ელიზა (Eliza)[1]
- Inglese: Elisa[1], Elise[3], Eliza[4], Elissa[5]
- Olandese: Elise[3]
- Polacco: Eliza[4]
- Portoghese: Elisa[1]
- Lingue scandinave: Elise[3]
- Spagnolo: Elisa[1]
- Tedesco: Elisa[1], Elise[3]

## Origine e diffusione
L'origine del nome non è univoca: viene perlopiù indicato come una forma tronca di Elisabetta, nome di origine ebraica dal significato a sua volta incerto (forse "Dio è giuramento").
Vi sono però altre ipotesi sulla sua origine: una lo ricollega al nome latino Elissa, anch'esso di origine incerta, forse basato sul greco elìsso, "girare attorno"; Elissa comunque ha a sua volta doppia origine, essendo anche una forma inglese dello stesso nome Elisa. Un'ulteriore ipotesi è che il nome significhi "Dio è perfezione", dall'ebraico אל (El, dio) e שבע (sheva, sette), che è il numero che rappresenta la perfezione. Rimanendo sulla possibile origine ebraica, si può anche notare la somiglianza con il nome Aliza (עַלִיזָה).
Secondo dati dell'ISTAT Elisa è il nono nome in ordine di diffusione tra le nuove nate in Italia del 2004.

## Onomastico
L'onomastico si può festeggiare lo stesso giorno di Elisabetta. Alternativamente si può festeggiare l'11 febbraio in memoria di santa Eloisa, chiamata anche Elisa.

## Persone

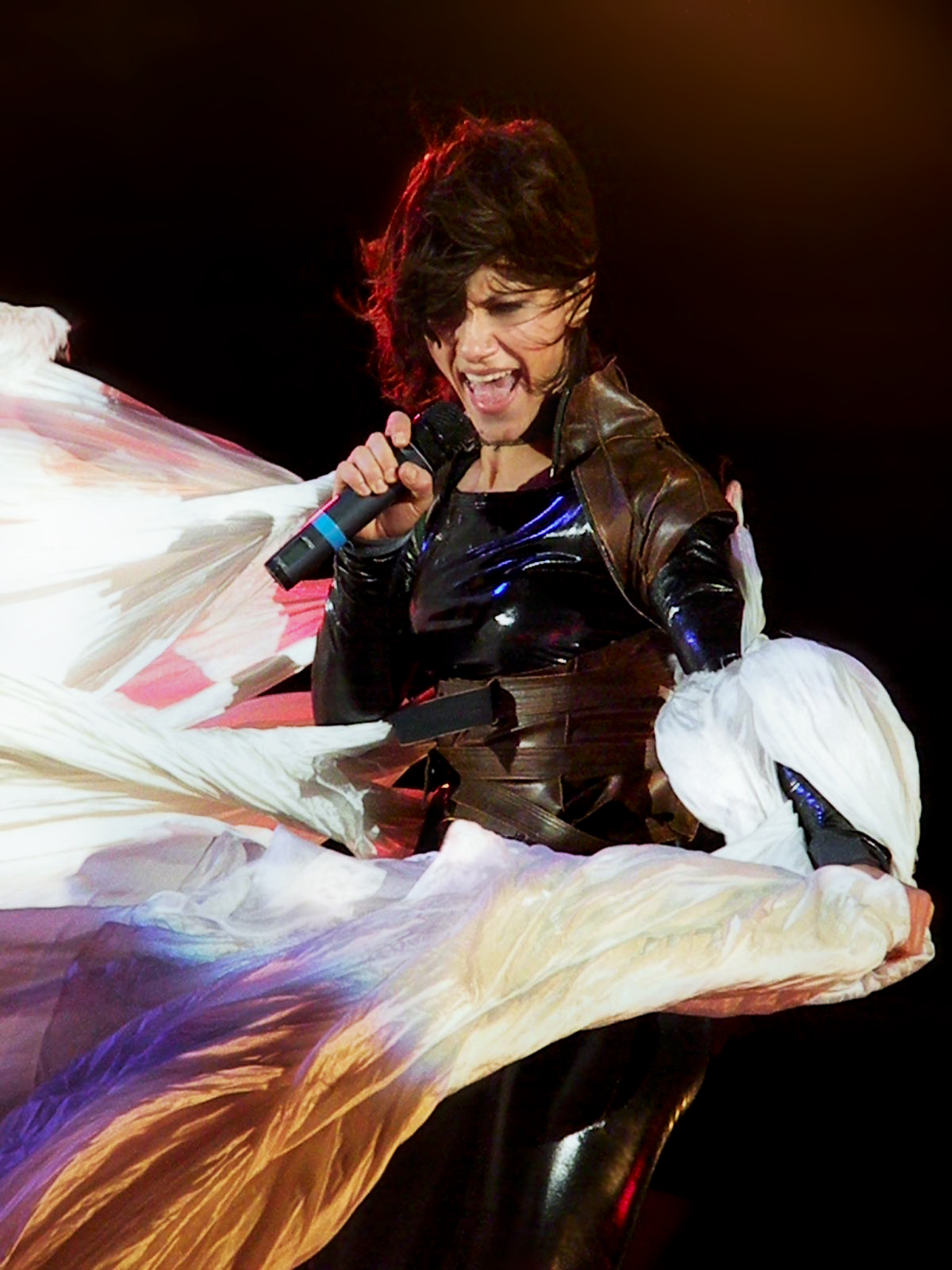
Elisa

- Elisa, cantautrice, polistrumentista e produttrice discografica italiana
- Elisa Napoleona Baciocchi, figlia di Elisa Bonaparte
- Elisa Blanchi, ginnasta italiana
- Elisa Bonaparte Baciocchi, sorella di Napoleone
- Elisa Cegani, attrice italiana
- Elisa Ciccodicola, pianista e concertista italiana
- Elisa Di Francisca, schermitrice italiana
- Elisa Lollini Agnini, politica italiana
- Elisa Isoardi, conduttrice televisiva ed ex modella italiana
- Elisa Mainardi, attrice italiana
- Elisa Meneghini, ginnasta italiana
- Elisa Santoni, ginnasta italiana
- Elisa Sednaoui, modella italiana
- Elisa Wong, attrice e modella italiana

### Variante Elise
- Elise Cowen, poetessa statunitense

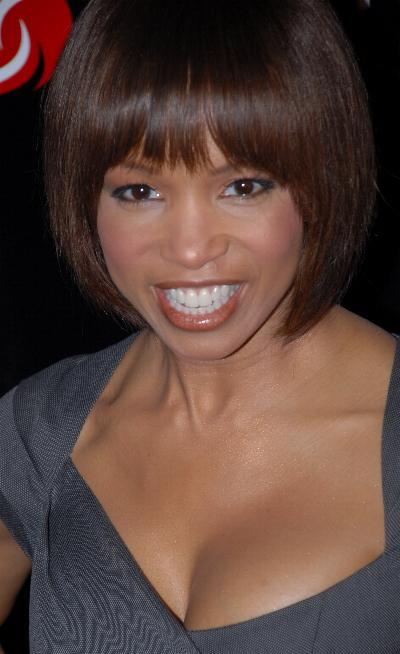
Elise Neal

- Elise d'Ahlefeldt-Laurwig, nobildonna danese
- Elise Daoust, schermitrice canadese
- Elise Laverick, canottiera britannica
- Elise Neal, attrice statunitense
- Elise Schaap, attrice olandese

### Variante Eliza

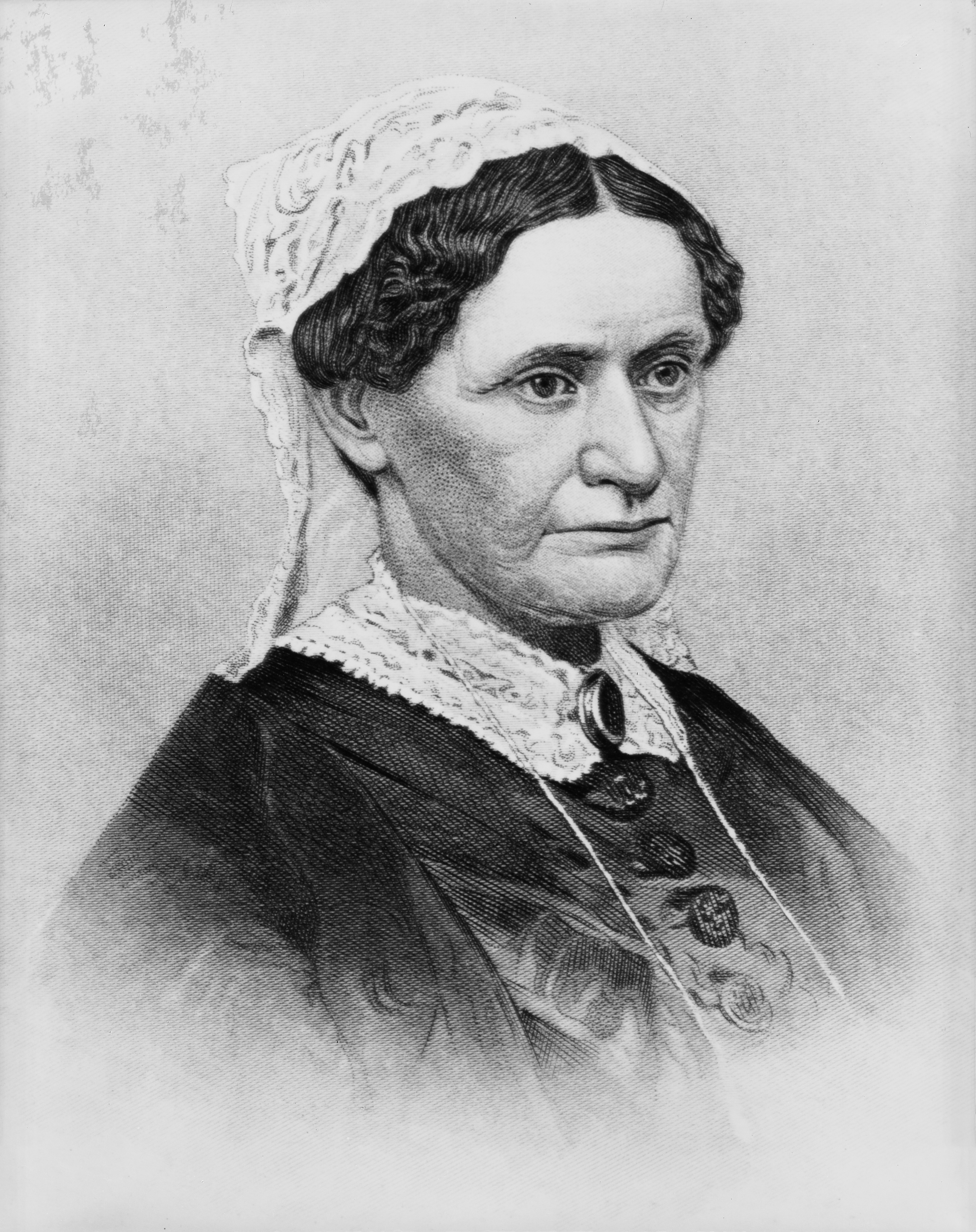
Eliza Johnson

- Eliza Bennett, attrice e cantante britannica
- Eliza Coupe, attrice e comica statunitense
- Eliza Doolittle, cantante britannica
- Eliza Dushku, attrice e doppiatrice statunitense
- Eliza Haywood, scrittrice britannica
- Eliza Johnson, first lady statunitense
- Eliza Schneider, attrice e doppiatrice statunitense
- Eliza Taylor, attrice australiana

### Variante Elissa
- Elissa, cantante libanese
- Elissa Aalto, architetta finlandese
- Elissa Cunane, cestista statunitense
- Elissa Knight, doppiatrice statunitense
- Elissa Landi, attrice e scrittrice austriaca naturalizzata statunitense

## Il nome nelle arti
- Elisa De Salvi è la protagonista e narratrice del romanzo Menzogna e sortilegio di Elsa Morante.
- Per Elisa è una composizione per pianoforte di Ludwig van Beethoven.
- Elisa Elisa è una canzone di Sergio Endrigo, che eseguì al Festival di Sanremo 1973.
- Ami ancora Elisa è una canzone di Lucio Battisti, contenuta nell'album Io tu noi tutti del 1977.
- Per Elisa è una canzone interpretata da Alice, vincitrice del Festival di Sanremo 1981.
- Elisa è il titolo della canzone presentata dai KuTso al Festival di Sanremo 2015.
- Elisa Maza è un personaggio della serie animata Gargoyles - Il risveglio degli eroi.
- Elisa Scalzi è un personaggio della serie televisiva Elisa di Rivombrosa.
- A Letter to Elise è una canzone dei The Cure.

## Toponimi
- Porta Elisa è una porta urbana di Lucca.
- Porta Elisa è anche il nome dello stadio della stessa Lucca.
- 956 Elisa è un asteroide della fascia principale, che prende il nome da Elisa Reinmuth, madre dello scopritore Karl Wilhelm Reinmuth.